# Liste der Orte im Landkreis Cham
Die Liste der Orte im Landkreis Cham listet die 1175 amtlich benannten Gemeindeteile (Hauptorte, Kirchdörfer, Pfarrdörfer, Dörfer, Weiler und Einöden) im Landkreis Cham auf.

## Systematische Liste
Alphabet der Städte und Gemeinden mit den zugehörigen Orten.
- Arnschwang mit 24 Gemeindeteilen:
  - Pfarrdorf Arnschwang
  - Kirchdorf Zenching
  - Dörfer Faustendorf, Grasfilzing, Kalkofen, Nößwartling und Tretting
  - Weiler Holzhof, Kellerweg, Lederhof und Rumplmühle.
  - Einöden (Gemeindeteile mit jeweils mehreren Einöden) Warmleiten
  - Einöden Berghäusl, Blumhof, Dürnberg, Eichmühle, Elst, Enklarn, Herrenwies, Kuglhof, Lindhof, Mühlberg, Tradthaus und Weihermühle

- Arrach mit 13 Gemeindeteilen:
  - Pfarrdorf Haibühl
  - Kirchdorf Arrach
  - Dorf Ottenzell
  - Weiler Auhof, Drittenzell und Stadlern
  - Feriendorf Kummersdorf
  - Einöden Eck, Eckelshof, Eschlsaign, Großmühle, Kleß und Ottmannszell

- Stadt Bad Kötzting mit 51 Gemeindeteilen:
  - Hauptort Bad Kötzting
  - Pfarrdörfer Steinbühl und Wettzell
  - Kirchdörfer Sackenried und Weißenregen
  - Dörfer Arndorf, Bärndorf, Beckendorf, Gehstorf, Grub, Hafenberg, Haus, Hofern, Höfing, Kieslau, Leckern, Liebenstein, Ludwigsberg, Matzelsdorf, Niesassen, Ramsried, Reitenstein, Traidersdorf, Wölkersdorf und Zeltendorf
  - Weiler mit Kirche Bachmaierholz
  - Weiler Ammermühle, Berghäusl, Bonried, Buchberg bei Wettzell, Gadsdorf, Gradis, Hofmannsgütl, Kaitersbach, Kammern, Regenstein, Reitenberg, Ried am Haidstein, Ried am See, Sperlhammer und Weißenholz
  - Einöden Buchberg bei Steinbühl, Dachsenbühl, Fischerhof, Hausermühle, Himmelreich, Klobighof, Maiberg, Riedersfurt, Stockmühle und Waid

- Blaibach mit 18 Gemeindeteilen:
  - Pfarrdorf Blaibach
  - Dörfer Harras, Kolmberg, Kreuzbach, Neukolmberg, Pulling, Reckendorf, Untergschaidt und Wimbach
  - Weiler Gmündt, Hetzenberg, Hill, Hochfeld, Plarnhof und Spielberg
  - Einöden Dürrnwies, Haselstauden und Lernbechermühle

- Stadt Cham mit 53 Gemeindeteilen:
  - Hauptort Cham
  - Stadtteile Altenstadt, Janahof, Nunsting und Siechen
  - Pfarrdörfer Chammünster, Untertraubenbach, Vilzing und Windischbergerdorf
  - Kirchdörfer Haderstadl, Katzberg und Schönferchen
  - Dörfer Altenmarkt, Brückl, Brunn, Chameregg, Eichberg, Gutmaning, Haidhäuser, Hilm, Hof, Höfen, Kammerdorf, Katzbach, Kothmaißling, Laichstätt, Loibling, Michelsdorf, Oberhaid, Ponholzmühle, Ried am Pfahl, Rissing, Schachendorf, Scharlau, Schlammering, Schlondorf, Stadl, Tasching, Wackerling und Wulfing
  - Weiler Ellersdorf, Hanzing, Loch, Quadfeldmühle, Ried am Sand, Selling und Thierlstein
  - Einöden Ammerlingshof, Gredlmühle, Haidmühle, Kühberg, Lamberg und Neumühle

- Chamerau mit 20 Gemeindeteilen:
  - Pfarrdorf Chamerau
  - Kirchdorf Lederdorn
  - Dörfer Bärndorf, Gillisberg, Hörwalting, Moos, Roßbach, Roßberg und Staning
  - Weiler Gilling, Grüben, Kollmitz, Meinzing, Urleiten, Wallmering und Wölsting
  - Kirche Haidstein
  - Einöden Breitensteinmühle, Hochwies und Waldhäusl

- Markt Eschlkam mit 24 Gemeindeteilen:
  - Hauptort Eschlkam
  - Kirchdörfer Großaign, Leming, Schachten, Schwarzenberg, Stachesried und Warzenried
  - Dörfer Gaishof, Kleinaign, Neuaign, Ritzenried und Seugenhof. Die Weiler Aignhof, Oberdörfl, Oberfaustern und Unterfaustern
  - Einöden Bäckermühle, Haselmühle, Heuhofermühle, Jakobsmühle, Kuchlshof, Multererhof, Penzenmühle und Pflaumermühle

- Markt Falkenstein mit 53 Gemeindeteilen:
  - Hauptort Falkenstein
  - Pfarrdorf Arrach
  - Kirchdorf Gfäll
  - Dörfer Au, Eckerzell, Erpfenzell, Schweinsberg, Völling, Witzenzell und Woppmannszell
  - Weiler mit Kirche Marienstein
  - Weiler Antersdorf, Aukenberg, Aukenzell, Breitenbach, Ettmannsdorf, Hagenau, Haushof, Litzelsdorf, Mietnach, Mistlhof, Mühlthal, Neuhofen, Oberforst, Saffelberg, Schellmühl, Schergendorf und Winkling. Das Kloster Hofstetten
  - Wallfahrtskirche (-kapelle) Tannerl
  - Einöden Adlmühl, Aichhof, Aipoln, Arhalm, Bielhof, Birkenau, Bremhof, Elendhof, Grubhof, Höhhof, Hundessen, Lederhof, Löffelmühl, Oberaign, Schlernhof, Seidlmühl, Sonnhof, Thannhöhe, Thannmühle, Unteraign, Weismühl, Wiedenhof und Willmannsried

- Stadt Furth im Wald mit 37 Gemeindeteilen:
  - Hauptort Furth im Wald
  - Pfarrdörfer Lixenried und Ränkam
  - Dörfer Äpflet, Degelberg, Dieberg, Grabitz, Grasmannsdorf, Grub, Gschwand, Kühberg, Oberrappendorf, Sengenbühl, Tradt, Unterrappendorf, Voithenberghütte und Wutzmühle
  - Weiler Bogen, Haberseigen, Rußmühle, Seuchau, Unterdörfl, Voithenberg und Waradein
  - Einöden (Gemeindeteile mit jeweils mehreren Einöden) Blätterberg, Böhmerstraße, Daberg, Klöpflesberg, Ösbühl und Schafberg
  - Einöden Aiglshof, Blasihof, Bruckmühle, Leinmühle, Straßhof, Tradl und Ziegelhütte

- Gleißenberg mit 4 Gemeindeteilen:
  - Pfarrdorf Gleißenberg
  - Dorf Ried bei Gleißenberg
  - Weiler Hofmühle
  - Einöde Berghof

- Grafenwiesen mit 11 Gemeindeteilen:
  - Pfarrdorf Grafenwiesen
  - Dörfer Berghäuser, Feßmannsdorf, Matheshof, Schönbuchen, Thürnhofen, Voggendorf und Watzlhof
  - Weiler Englmühle, Haiberg und Zittenhof

- Hohenwarth mit 19 Gemeindeteilen:
  - Pfarrdorf Hohenwarth
  - Dörfer Ansdorf, Gotzendorf, Hundzell, Oberzettling, Simpering, Thenhof, Thening und Unterzettling
  - Weiler Haselmühle, Höll, Lutzenmühle, Ponholz und Ribenzing
  - Einöden Haselstauden, Hudlach, Rosenau, Simmereinöd und Watzlsteg

- Markt Lam mit 28 Gemeindeteilen:
  - Hauptort Lam
  - Kirchdörfer Engelshütt und Frahels
  - Dörfer Buchet, Buchetbühl, Frahelsbruck, Himmelreich, Hütten, Irlmühle, Oberschmelz und Schmelz
  - Weiler Hinterschmelz, Holzmühle, Lambach, Rathgeb, Riedermühle, Stierberg und Vorderschmelz
  - Einöden Absetz, Baumlager, Gaberlsäg, Ginglmühle, Hinteröd, Hinterwaldeck, Riederberg, Trailling, Vorderöd und Vorderwaldeck

- Lohberg mit 26 Gemeindeteilen:
  - Pfarrdorf Lohberg
  - Dörfer Eggersberg, Lohberghütte, Schrenkenthal, Schwarzenbach, Sommerau und Thürnstein
  - Weiler Altlohberghütte, Berghäusl, Hinterschwarzenbach, Oberhaiderberg, Schneiderberg, Silbersbach und Zackermühle
  - Einöden Christlhof, Eben, Ebensäge, Impflgut, Lissen, Lohhäusl, Mooshütte, Scheiben, Schwarzau, Seehütte, Untereggersberg und Unterhaiderberg

- Michelsneukirchen mit 53 Gemeindeteilen:
  - Pfarrdorf Michelsneukirchen
  - Kirchdorf Dörfling
  - Dörfer Momansfelden, Ponholz, Regelsmais und Woppmannsdorf
  - Weiler Eidengrub, Fichten, Fingermühl, Forst, Glöcklswies, Hagenschwand, Hutting, Kleingeraszell, Lobmannswies, Lochfeld, Niederhof, Obermühl, Premsthal, Reichersdorf, Schrötting, Schwaighof, Steinbühl, Tauschendorf, Thiermietnach, Wolletsthal und Zwinger
  - Einöden Altenhofstetten, Bruckmühl, Bucherhof, Dachsberg, Eglsee, Elend, Elend bei Woppmannsdorf, Griesmühl, Guthof, Haidhof, Holzmühl, Jammer, Kohlmühle, Kothmühl, Krottenthal, Mauth, Neudeck, Noth, Oberhof, Pfaffengschwand, Quer (Sankt Quirin), Ronberg, Schwaigersried, Sonnhof, Straßberg und Wiesmühl

- Miltach mit 26 Gemeindeteilen:
  - Pfarrdorf Miltach
  - Kirchdorf Altrandsberg
  - Dörfer Allmannsdorf, Anzenberg, Oberndorf und Untervierau
  - Weiler Auwies, Eben, Eismannsberg, Gferet, Heitzelsberg, Höhenried, Linden, Obergschaidt, Obervierau, Riedern und Schwarzenbühl
  - Einöden Dietershof, Holzhof, Hütten, Kagerhof, Liebmannsberg, Rabenhof, Riedhof, Rossweidmühle und Rummermühle

- Markt Neukirchen beim Heiligen Blut mit 31 Gemeindeteilen:
  - Hauptort Neukirchen bei Hl.Blut
  - Kirchdörfer Mais und Rittsteig
  - Dörfer Atzlern, Au, Brünst, Geleitsbach, Grauhof, Hanger, Hinterbuchberg, Hofberg, Höllhöhe, Jägershof, Kager, Kolmstein, Lamberg, Neurittsteig, Spandlberg, Vorderbuchberg und Vordermais
  - Weiler Haberlsäge, Krottenhof, Oberkaltenhof, Schicherhof und Unterkaltenhof
  - Einöden Anglmühle, Buchermühle, Gaishof, Hinterhelmhof, Steinried und Vorderhelmhof

- Pemfling mit 28 Gemeindeteilen:
  - Pfarrdörfer Grafenkirchen und Pemfling
  - Dörfer Beutelsbach, Elsing, Engelsdorf, Großbergerdorf, Haid bei Pitzling, Kager, Kreuth, Löwendorf, Oberdeschenried, Pitzling, Rackelsdorf und Schmitzdorf
  - Weiler Albersdorf, Au, Frieding, Rannersdorf, Ried und Wöhrhof
  - Einöden Aumühle, Bierlhof, Birkmühle, Buchermühle, Fichthof, Höfenmühle, Höllmühle und Schiltlmühle

- Pösing mit 2 Gemeindeteilen:
  - Kirchdorf Pösing
  - Siedlung Langwald

- Reichenbach mit 7 Gemeindeteilen:
  - Kirchdorf Reichenbach
  - Dorf Kienleiten
  - Weiler Heimhof, Kaltenbach und Linden
  - Einöden Hochgart und Windhof

- Rettenbach mit 27 Gemeindeteilen:
  - Pfarrdorf Rettenbach
  - Kirchdorf Ebersroith
  - Dörfer Aumbach, Brieberg, Eitenzell, Haag, Herrnthann, Holzmühle, Langau, Postfelden, Ruderszell und Schmalzgrub
  - Weiler Aschau, Aumbrunn, Röhrenhof, See, Stocksgrub und Thallern
  - Anstalt Kastel Windsor
  - Einöden Bergershof, Grubmühle, Haagthann, Haslhof, Lösmühle, Neumühle, Rohrbruck und Schrollmühle

- Rimbach mit 18 Gemeindeteilen:
  - Pfarrdorf Rimbach
  - Dörfer Kettersdorf, Lichteneck, Madersdorf, Offersdorf, Schafhof, Thenried und Zettisch
  - Siedlungen Auberg und Kollerbach
  - Weiler Aignhof, Dönning, Grafenried und Wöhrmühle
  - Einöden Hinterlichteneck, Perlesried, Unterzettling und Watzlsteg

- Stadt Roding mit 90 Gemeindeteilen:
  - Hauptort Roding
  - Pfarrdörfer Neubäu und Trasching
  - Kirchdörfer Fronau, Obertrübenbach, Strahlfeld und Wetterfeld
  - Dörfer Altenkreith, Gstetten, Hofmühl (Roding), Kalsing, Kronwitt, Mitterdorf, Mitterkreith, Nassen, Oberdorf, Oberkreith, Regenpeilstein, Roding am Bahnhof, Seigen, Unterlintach, Wacherling, Wiesing, Ziehring und Zimmering
  - Siedlung Heide
  - Weiler Braunried, Brunnhof, Dachshof, Dicherling, Eidenthal, Eilberg, Fronauermühle, Gaisirl, Grub, Haidhof, Haunried, Heidweiherhöf, Hinterhaunried, Hochbrunn, Imhof, Kagerhof, Kienholz, Kienmühle, Klessing, Kohlschlag, Loibling, Lunz, Marbelshof, Neubäuermühl, Oberlintach, Oberprombach, Piendling, Pollenried, Rothenbirl, Stadlhof, Triftersberg, Untertrübenbach, Weiherhaus, Windfäng, Zenzing und Zinzenthal
  - Wallfahrtskirche Heilbrünnl
  - Einöden Angermühl, Draxlberg, Eck, Eckhäusl, Elend, Eppenhof, Grubhof, Heidersberg, Kager, Kagerhäusl, Kaghöfl, Kaplhof, Kienhof, Mackenschleif, Monessen, Mühlau, Ödenhof, Rabhof, Riebeisenmühle, Roithof, Rothsal, Stützenfleck, Thannhof, Unterprombach, Wanning, Wieden und Wiesthal

- Stadt Rötz mit 35 Gemeindeteilen:
  - Hauptort Rötz
  - Pfarrdorf Heinrichskirchen
  - Kirchdorf Pillmersried
  - Dörfer Bauhof, Bernried, Diepoltsried, Gmünd, Grassersdorf, Hetzmannsdorf, Hillstett, Kleinenzenried, Schatzendorf, Steegen, Voitsried und Wenzenried
  - Weiler Berndorf, Fahnersdorf, Gänsschnabl, Grub, Güttenberg, Hermannsbrunn, Katzelsried, Marketsried, Meigelsried und Trobelsdorf
  - Einöden Blabmühle, Eglshöf, Paadorf, Rabenmühle, Rödlmühl, Saxlmühl, Schellhof, Stanglhof, Steinmühle und Wutzschleife

- Runding mit 21 Gemeindeteilen:
  - Pfarrdorf Runding
  - Dörfer Garten, Göttling, Langwitz, Lufling, Niederrunding, Perwolfing, Raindorf, Rieding, Satzdorf und Utzmühle
  - Weiler Maiberg und Vierau
  - Einöden Anderlmühle, Blauberg, Gotzenbühl, Reismühle, Steinmühle, Tappmühle und Wohlwiesen
  - Sonstiger Ort Gferet

- Schönthal mit 19 Gemeindeteilen:
  - Pfarrdörfer Döfering, Hiltersried und Schönthal
  - Dörfer Flischbach, Kleinschönthal, Lixendöfering, Loitendorf, Öd, Premeischl, Rhan, Thurau und Trosendorf
  - Weiler Flischberg, Preglerhof und Wullnhof
  - Einöden Bockesmühl, Lampachshof, Niederpremeischl und Wirnetshof

- Schorndorf mit 38 Gemeindeteilen:
  - Pfarrdorf Schorndorf
  - Kirchdorf Penting
  - Dörfer Knöbling, Nanzing, Neuhaus, Obertraubenbach, Radling, Schorndorfsried, Thierling und Wulting
  - Weiler Baierberg, Haid am Bühl, Knötzing, Litzling, Neuthierling, Oberaign, Pfahlhäuser, Reishof, Stegmühle und Unteraigen
  - Einöden Achterlingshof, Bartlberg, Berghof, Biendlseigen, Giglberg, Gilnhof, Greinerhäusl, Hartlsölden, Hötzing, Kagermühle, Kernmühle, Kreßhof, Rauchenberg, Reismühle, Sandberg, Schorndorfsgrub, Schwaighof und Ziegertshof

- Markt Stamsried mit 43 Gemeindeteilen:
  - Hauptort Stamsried
  - Kirchdorf Friedersried
  - Dörfer Diebersried, Großenzenried, Hiltenbach, Hitzelsberg, Raubersried, Stratwies und Thanried
  - Weiler Altenried, Asbach, Dörfling, Freundelsdorf, Grub, Hilpersried, Kollenzendorf, Löwenbrunn, Maierhöfen, Plattenhöh, Rannersdorf und Unterdeschenried
  - Einöden Bernmühle, Bibershof, Eglsee, Fegershof, Fegersmühl, Friedlhöhe, Fuchshof, Haselried, Hindelmühle, Holzhof, Jagelhof, Kürnberg, Leiten, Ochsenweid, Rabmühle, Saalhof, Sägmühl, Schnepfenried, Sitzhof, Staunerhöf, Todhof und Weihermühl

- Tiefenbach mit 24 Gemeindeteilen:
  - Pfarrdorf Tiefenbach
  - Kirchdorf Schönau
  - Dörfer Altenschneeberg, Breitenried, Hammertiefenbach, Hannesried, Hoffeld, Irlach, Kagern, Katzelsried, Stein und Steinlohe
  - Weiler Grubhof, Kleinsteinlohe und Plößhöfe
  - Einöden Bücherlmühle, Hammerthal, Hüttensäge, Krausenöd, Lenkenthal, Perlthal, Politzka und Voglmühle
  - Sonstiger Ort Hammermühle

- Traitsching mit 68 Gemeindeteilen:
  - Pfarrdörfer Sattelbogen, Sattelpeilnstein und Wilting
  - Dörfer Atzenzell, Birnbrunn, Dinzling, Habersdorf, Hagendorf, Haidhof (vorderer), Höhhof, Kronwitt, Loifling, Obergoßzell, Siedling, Sitzenberg, Thal, Tragenschwand, Traitsching, Trebersdorf, Trefling, Untergoßzell und Wöhrhof
  - Weiler Boden, Faschaberg, Haschabühl, Hermannsgrub, Knotthof, Kohhof, Kuppel, Löwengrub, Oberbühl, Oberhagendorf, Reisach, Salmannsgrub, Seignhof, Thannet, Weigelsberg und Wiedenhof
  - Einöden Brelitz, Büchsenmühle, Einfaltsberg, Geigenmühle, Geisberg, Gstetten, Haidhof (hinterer), Haselhof, Hetzelhof, Heustadl, Himmelreich, Hinterberg, Hochfeld, Hühnerberg, Kaltenberg, Lehhof, Mühlberg, Mühlhof, Obermühle, Oed, Randlhof, Schafbach, Schönferchen, Steinmühle, Traumarch, Unterbühl, Unterrauchenberg, Weiherhaus, Wieden und Wieshof

- Treffelstein mit 16 Gemeindeteilen:
  - Pfarrdorf Treffelstein
  - Kirchdorf Biberbach
  - Dörfer Birkhof, Edlmühl und Witzelsmühle
  - Weiler Altenried, Kleeberg, Stratsried und Zweifelhof
  - Einöden Braunmühle, Fürstenhof, Kritzenthal, Lintlhammer, Mausthurm, Sägmühle und Schladerlmühle

- Waffenbrunn mit 19 Gemeindeteilen:
  - Pfarrdorf Waffenbrunn
  - Dörfer Balbersdorf, Habersdorf, Klessing, Kolmberg, Maiberg, Obernried, Rhanwalting und Saisting
  - Weiler Darstein, Thonberg und Weiher
  - Einöden Klinglhof, Klinglmühle, Kotheben, Kuglhof, Pointmühle, Schnabelmühle und Sonnhof

- Wald mit 41 Gemeindeteilen:
  - Pfarrdorf Wald
  - Kirchdorf Süssenbach
  - Dörfer Hirschenbühl, Kolmberg, Luckstein, Maiertshof, Mainsbauern, Roßbach, Siegenstein, Woppmannsdorf und Wutzldorf
  - Weiler Buchendorf, Dangelsdorf, Dürnberg, Fraunhofen, Galgenberg, Götzendorf, Gumping, Nahenfürst, Riegertshof, Sandorf, Schönfeld, Steghof, Steinbach, Sulzbach, Wiesmühle, Wünschenbach und Zimmerhof
  - Einöden Beckenschlag, Gschwand, Hönighof, Losenhof, Pfaffenöd, Schwalbenhof, Steinmühl, Steinsölden, Treitersberg, Untersteinbach, Weitenfürst, Zwiglhof und Zwiglmühl

- Walderbach mit 25 Gemeindeteilen:
  - Pfarrdorf Walderbach
  - Kirchdorf Kirchenrohrbach
  - Dörfer Dieberg, Katzenrohrbach und Stockhof
  - Weiler Abtsried, Amesberg, Brunsthof, Eichelberg, Haus, Hub, Losenried, Nassen, Riesen und Strasshof
  - Einöden Fischerhaus, Gern, Grabenhof, Gusterei, Hardt, Haselgrub, Haslhof, Kaghof, Trellhof und Wetzlarn

- Stadt Waldmünchen mit 62 Gemeindeteilen:
  - Hauptort Waldmünchen
  - Pfarrdörfer Ast, Geigant und Herzogau
  - Dörfer Albernhof, Althütte, Eglsee, Grub, Haschaberg, Häuslarn, Hirschhöf, Hocha, Höll, Katzbach, Kritzenast, Kümmersmühle, Lengau, Lenkenhütte, Machtesberg, Moosdorf, Perlhütte, Posthof, Prosdorf, Rannersdorf, Schäferei, Sinzendorf, Spielberg, Ulrichsgrün, Untergrafenried, Unterhütte, Waffenschleife und Zillendorf
  - Weiler Alte Ziegelhütte, Arnstein, Beckenhöhle, Englmannsbrunn, Hammer, Heinzlgrün, Hochabrunn, Keilbügerl, Kühnried, Neue Ziegelhütte, Ochsenweid, Pucher, Roßhof (oberer), Roßhof (unterer) und Straßenhäusl
  - Einöden Almosmühle, Blumloh, Bonholz, Buchwalli, Eschlhof, Eschlmais, Gibacht, Gleßling, Hagbügerl, Haidhof, Kramhof, Lampachshof, Lodischhof, Ringberg und Zieglhütte

- Weiding mit 14 Gemeindeteilen:
  - Pfarrdorf Dalking. Die Kirchdörfer Walting und Weiding
  - Dörfer Döbersing, Friedendorf, Maiering, Neumühlen, Pinzing, Reisach und Zelz
  - Weiler Gschieß, Rettenhof und Steinach
  - Einöde Haid

- Willmering mit 7 Gemeindeteilen:
  - Dörfer Brennet, Geigen, Lohweiher, Prienzing, Willmering und Zifling
  - Weiler Stegmühle

- Zandt mit 29 Gemeindeteilen:
  - Kirchdörfer Harrling und Zandt
  - Dörfer Dietersdorf, Flammried, Kothrettenbach, Liebenau und Wolfersdorf
  - Weiler Alterdorf, Ammerhof, Auhof, Bierwinkl, Eichelhof, Holzmühle, Kühberg, Nasting, Pfahl, Riedhof, Unterstocka, Weiherhäusl und Weihermühle
  - Einöden Berghäusl, Frauenholz, Hinterstocka, Kagerhof, Oberstocka, Riedwies, Riesel, Sperlmühle und Unterhaidmühle

- Zell mit 51 Gemeindeteilen:
  - Pfarrdorf Zell
  - Kirchdörfer Beucherling, Hetzenbach und Martinsneukirchen
  - Dörfer Alletswind, Geresdorf, Haag, Kiesried, Mattenzell und Schillertswiesen
  - Weiler Fuchshölzl, Hammühle, Hatzelsdorf, Hochholz, Kager, Krottenthal, Oberraning, Ranerberg, Sallach, Seigenbach, Steinshofen, Willetstetten und Woppmannsberg
  - Einöden Angstall, Dammberg, Dechantanger, Dechei, Grubhöfl, Guggenberg, Hatzelsberg, Hermannsdorf, Hohenrad, Keer, Köstl, Kothhof, Kragenried, Krügling, Lackberg, Mitterfeldhof, Oberpoign, Roidhof, Starzenbach, Steinhof, Steinmühle, Thal, Thannhöfl, Unterpoign, Unterraning, Waffenhof, Wieshof und Wirthswies

## Alphabetische Liste
In Fettschrift erscheinen die Orte, die namengebend für die Gemeinde sind.

### A
- Absetz zu Lam
- Abtsried zu Walderbach
- Achterlingshof zu Schorndorf
- Adlmühl zu Falkenstein
- Aichhof zu Falkenstein
- Aiglshof zu Furth im Wald
- Aignhof zu Eschlkam
- Aignhof zu Rimbach
- Aipoln zu Falkenstein
- Albernhof zu Waldmünchen
- Albersdorf zu Pemfling
- Alletswind zu Zell
- Allmannsdorf zu Miltach
- Almosmühle zu Waldmünchen
- Alte Ziegelhütte zu Waldmünchen
- Altenhofstetten zu Michelsneukirchen
- Altenkreith zu Roding
- Altenmarkt zu Cham
- Altenried zu Stamsried
- Altenried zu Treffelstein
- Altenschneeberg zu Tiefenbach
- Altenstadt zu Cham
- Alterdorf zu Zandt
- Althütte zu Waldmünchen
- Altlohberghütte zu Lohberg
- Altrandsberg zu Miltach
- Amesberg zu Walderbach
- Ammerhof zu Zandt
- Ammerlingshof zu Cham
- Ammermühle zu Bad Kötzting
- Anderlmühle zu Runding
- Angermühl zu Roding
- Anglmühle zu Neukirchen b.Hl.Blut
- Angstall zu Zell
- Ansdorf zu Hohenwarth
- Antersdorf zu Falkenstein
- Anzenberg zu Miltach
- Äpflet zu Furth im Wald
- Arhalm zu Falkenstein
- Arndorf zu Bad Kötzting
- Arnschwang
- Arnstein zu Waldmünchen
- Arrach
- Arrach zu Falkenstein
- Asbach zu Stamsried
- Aschau zu Rettenbach
- Ast zu Waldmünchen
- Atzenzell zu Traitsching
- Atzlern zu Neukirchen b.Hl.Blut
- Au zu Falkenstein
- Au zu Neukirchen b.Hl.Blut
- Au zu Pemfling
- Auberg zu Rimbach
- Auhof zu Arrach
- Auhof zu Zandt
- Aukenberg zu Falkenstein
- Aukenzell zu Falkenstein
- Aumbach zu Rettenbach
- Aumbrunn zu Rettenbach
- Aumühle zu Pemfling
- Auwies zu Miltach

↑ Zurück zum Inhaltsverzeichnis

### B
- Bachmaierholz zu Bad Kötzting
- Bäckermühle zu Eschlkam
- Bad Kötzting
- Baierberg zu Schorndorf
- Balbersdorf zu Waffenbrunn
- Bärndorf zu Chamerau
- Bärndorf zu Bad Kötzting
- Bartlberg zu Schorndorf
- Bauhof zu Rötz
- Baumlager zu Lam
- Beckendorf zu Bad Kötzting
- Beckenhöhle zu Waldmünchen
- Beckenschlag zu Wald
- Bergershof zu Rettenbach
- Berghäuser zu Grafenwiesen
- Berghäusl zu Arnschwang
- Berghäusl zu Bad Kötzting
- Berghäusl zu Lohberg
- Berghäusl zu Zandt
- Berghof zu Gleißenberg
- Berghof zu Schorndorf
- Berndorf zu Rötz
- Bernmühle zu Stamsried
- Bernried zu Rötz
- Beucherling zu Zell
- Beutelsbach zu Pemfling
- Biberbach zu Treffelstein
- Bibershof zu Stamsried
- Bielhof zu Falkenstein
- Biendlseigen zu Schorndorf
- Bierlhof zu Pemfling
- Bierwinkl zu Zandt
- Birkenau zu Falkenstein
- Birkhof zu Treffelstein
- Birkmühle zu Pemfling
- Birnbrunn zu Traitsching
- Blabmühle zu Rötz
- Blaibach
- Blasihof zu Furth im Wald
- Blätterberg zu Furth im Wald
- Blauberg zu Runding
- Blumhof zu Arnschwang
- Blumloh zu Waldmünchen
- Bockesmühl zu Schönthal
- Boden zu Traitsching
- Bogen zu Furth im Wald
- Böhmerstraße zu Furth im Wald
- Bonholz zu Waldmünchen
- Bonried zu Bad Kötzting
- Braunmühle zu Treffelstein
- Braunried zu Roding
- Breitenbach zu Falkenstein
- Breitenried zu Tiefenbach
- Breitensteinmühle zu Chamerau
- Brelitz zu Traitsching
- Bremhof zu Falkenstein
- Brennet zu Willmering
- Brieberg zu Rettenbach
- Brückl zu Cham
- Bruckmühl zu Michelsneukirchen
- Bruckmühle zu Furth im Wald
- Brunn zu Cham
- Brunnhof zu Roding
- Brünst zu Neukirchen b.Hl.Blut
- Brunsthof zu Walderbach
- Buchberg bei Steinbühl zu Bad Kötzting
- Buchberg bei Wettzell zu Bad Kötzting
- Buchendorf zu Wald
- Bucherhof zu Michelsneukirchen
- Bücherlmühle zu Tiefenbach
- Buchermühle zu Neukirchen b.Hl.Blut
- Buchermühle zu Pemfling
- Buchet zu Lam
- Buchetbühl zu Lam
- Büchsenmühle zu Traitsching
- Buchwalli zu Waldmünchen

↑ Zurück zum Inhaltsverzeichnis

### C
- Cham
- Chamerau
- Chameregg zu Cham
- Chammünster zu Cham
- Christlhof zu Lohberg

↑ Zurück zum Inhaltsverzeichnis

### D
- Daberg zu Furth im Wald
- Dachsberg zu Michelsneukirchen
- Dachsenbühl zu Bad Kötzting
- Dachshof zu Roding
- Dalking zu Weiding
- Dammberg zu Zell
- Dangelsdorf zu Wald
- Darstein zu Waffenbrunn
- Dechantanger zu Zell
- Dechei zu Zell
- Degelberg zu Furth im Wald
- Dicherling zu Roding
- Dieberg zu Furth im Wald
- Dieberg zu Walderbach
- Diebersried zu Stamsried
- Diepoltsried zu Rötz
- Dietersdorf zu Zandt
- Dietershof zu Miltach
- Dinzling zu Traitsching
- Döbersing zu Weiding
- Döfering zu Schönthal
- Dönning zu Rimbach
- Dörfling zu Michelsneukirchen
- Dörfling zu Stamsried
- Draxlberg zu Roding
- Drittenzell zu Arrach
- Dürnberg zu Arnschwang
- Dürnberg zu Wald
- Dürrnwies zu Blaibach

↑ Zurück zum Inhaltsverzeichnis

### E
- Eben zu Lohberg
- Eben zu Miltach
- Ebensäge zu Lohberg
- Ebersroith zu Rettenbach
- Eck zu Arrach
- Eck zu Roding
- Eckelshof zu Arrach
- Eckerzell zu Falkenstein
- Eckhäusl zu Roding
- Edlmühl zu Treffelstein
- Eggersberg zu Lohberg
- Eglsee zu Michelsneukirchen
- Eglsee zu Stamsried
- Eglsee zu Waldmünchen
- Eglshöf zu Rötz
- Eichberg zu Cham
- Eichelberg zu Walderbach
- Eichelhof zu Zandt
- Eichmühle zu Arnschwang
- Eidengrub zu Michelsneukirchen
- Eidenthal zu Roding
- Eilberg zu Roding
- Einfaltsberg zu Traitsching
- Eismannsberg zu Miltach
- Eitenzell zu Rettenbach
- Elend zu Michelsneukirchen
- Elend zu Roding
- Elend bei Woppmannsdorf zu Michelsneukirchen
- Elendhof zu Falkenstein
- Ellersdorf zu Cham
- Elsing zu Pemfling
- Elst zu Arnschwang
- Engelsdorf zu Pemfling
- Engelshütt zu Lam
- Englmannsbrunn zu Waldmünchen
- Englmühle zu Grafenwiesen
- Enklarn zu Arnschwang
- Eppenhof zu Roding
- Erpfenzell zu Falkenstein
- Eschlhof zu Waldmünchen
- Eschlkam
- Eschlmais zu Waldmünchen
- Eschlsaign zu Arrach
- Ettmannsdorf zu Falkenstein

↑ Zurück zum Inhaltsverzeichnis

### F
- Fahnersdorf zu Rötz
- Falkenstein
- Faschaberg zu Traitsching
- Faustendorf zu Arnschwang
- Fegershof zu Stamsried
- Fegersmühl zu Stamsried
- Feßmannsdorf zu Grafenwiesen
- Fichten zu Michelsneukirchen
- Fichthof zu Pemfling
- Fingermühl zu Michelsneukirchen
- Fischerhaus zu Walderbach
- Fischerhof zu Bad Kötzting
- Flammried zu Zandt
- Flischbach zu Schönthal
- Flischberg zu Schönthal
- Forst zu Michelsneukirchen
- Frahels zu Lam
- Frahelsbruck zu Lam
- Frauenholz zu Zandt
- Fraunhofen zu Wald
- Freundelsdorf zu Stamsried
- Friedendorf zu Weiding
- Friedersried zu Stamsried
- Frieding zu Pemfling
- Friedlhöhe zu Stamsried
- Fronau zu Roding
- Fronauermühle zu Roding
- Fuchshof zu Stamsried
- Fuchshölzl zu Zell
- Fürstenhof zu Treffelstein
- Furth im Wald

↑ Zurück zum Inhaltsverzeichnis

### G
- Gaberlsäg zu Lam
- Gadsdorf zu Bad Kötzting
- Gaishof zu Eschlkam
- Gaishof zu Neukirchen b.Hl.Blut
- Gaisirl zu Roding
- Galgenberg zu Wald
- Gänsschnabl zu Rötz
- Garten zu Runding
- Gehstorf zu Bad Kötzting
- Geigant zu Waldmünchen
- Geigen zu Willmering
- Geigenmühle zu Traitsching
- Geisberg zu Traitsching
- Geleitsbach zu Neukirchen b.Hl.Blut
- Geresdorf zu Zell
- Gern zu Walderbach
- Gfäll zu Falkenstein
- Gferet zu Miltach
- Gferet zu Runding
- Gibacht zu Waldmünchen
- Giglberg zu Schorndorf
- Gilling zu Chamerau
- Gillisberg zu Chamerau
- Gilnhof zu Schorndorf
- Ginglmühle zu Lam
- Gleißenberg
- Gleßling zu Waldmünchen
- Glöcklswies zu Michelsneukirchen
- Gmünd zu Rötz
- Gmündt zu Blaibach
- Göttling zu Runding
- Gotzenbühl zu Runding
- Gotzendorf zu Hohenwarth
- Götzendorf zu Wald
- Grabenhof zu Walderbach
- Grabitz zu Furth im Wald
- Gradis zu Bad Kötzting
- Grafenkirchen zu Pemfling
- Grafenried zu Rimbach
- Grafenwiesen
- Grasfilzing zu Arnschwang
- Grasmannsdorf zu Furth im Wald
- Grassersdorf zu Rötz
- Grauhof zu Neukirchen b.Hl.Blut
- Gredlmühle zu Cham
- Greinerhäusl zu Schorndorf
- Griesmühl zu Michelsneukirchen
- Großaign zu Eschlkam
- Großbergerdorf zu Pemfling
- Großenzenried zu Stamsried
- Großmühle zu Arrach
- Grub zu Furth im Wald
- Grub zu Bad Kötzting
- Grub zu Roding
- Grub zu Rötz
- Grub zu Stamsried
- Grub zu Waldmünchen
- Grüben zu Chamerau
- Grubhof zu Falkenstein
- Grubhof zu Roding
- Grubhof zu Tiefenbach
- Grubhöfl zu Zell
- Grubmühle zu Rettenbach
- Gschieß zu Weiding
- Gschwand zu Furth im Wald
- Gschwand zu Wald
- Gstetten zu Roding
- Gstetten zu Traitsching
- Guggenberg zu Zell
- Gumping zu Wald
- Gusterei zu Walderbach
- Guthof zu Michelsneukirchen
- Gutmaning zu Cham
- Güttenberg zu Rötz

↑ Zurück zum Inhaltsverzeichnis

### H
- Haag zu Rettenbach
- Haag zu Zell
- Haagthann zu Rettenbach
- Haberlsäge zu Neukirchen b.Hl.Blut
- Habersdorf zu Traitsching
- Habersdorf zu Waffenbrunn
- Haberseigen zu Furth im Wald
- Haderstadl zu Cham
- Hafenberg zu Bad Kötzting
- Hagbügerl zu Waldmünchen
- Hagenau zu Falkenstein
- Hagendorf zu Traitsching
- Hagenschwand zu Michelsneukirchen
- Haiberg zu Grafenwiesen
- Haibühl zu Arrach
- Haid zu Weiding
- Haid am Bühl zu Schorndorf
- Haid bei Pitzling zu Pemfling
- Haidhäuser zu Cham
- Haidhof zu Michelsneukirchen
- Haidhof zu Roding
- Haidhof zu Waldmünchen
- Haidhof (hinterer) zu Traitsching
- Haidhof (vorderer) zu Traitsching
- Haidmühle zu Cham
- Haidstein zu Chamerau
- Hammer zu Waldmünchen
- Hammermühle zu Tiefenbach
- Hammerthal zu Tiefenbach
- Hammertiefenbach zu Tiefenbach
- Hammühle zu Zell
- Hanger zu Neukirchen b.Hl.Blut
- Hannesried zu Tiefenbach
- Hanzing zu Cham
- Hardt zu Walderbach
- Harras zu Blaibach
- Harrling zu Zandt
- Hartlsölden zu Schorndorf
- Haschaberg zu Waldmünchen
- Haschabühl zu Traitsching
- Haselgrub zu Walderbach
- Haselhof zu Traitsching
- Haselmühle zu Eschlkam
- Haselmühle zu Hohenwarth
- Haselried zu Stamsried
- Haselstauden zu Blaibach
- Haselstauden zu Hohenwarth
- Haslhof zu Rettenbach
- Haslhof zu Walderbach
- Hatzelsberg zu Zell
- Hatzelsdorf zu Zell
- Haunried zu Roding
- Haus zu Bad Kötzting
- Haus zu Walderbach
- Hausermühle zu Bad Kötzting
- Haushof zu Falkenstein
- Häuslarn zu Waldmünchen
- Heide zu Roding
- Heidersberg zu Roding
- Heidweiherhöf zu Roding
- Heilbrünnl zu Roding
- Heimhof zu Reichenbach
- Heinrichskirchen zu Rötz
- Heinzlgrün zu Waldmünchen
- Heitzelsberg zu Miltach
- Hermannsbrunn zu Rötz
- Hermannsdorf zu Zell
- Hermannsgrub zu Traitsching
- Herrenwies zu Arnschwang
- Herrnthann zu Rettenbach
- Herzogau zu Waldmünchen
- Hetzelhof zu Traitsching
- Hetzenbach zu Zell
- Hetzenberg zu Blaibach
- Hetzmannsdorf zu Rötz
- Heuhofermühle zu Eschlkam
- Heustadl zu Traitsching
- Hill zu Blaibach
- Hillstett zu Rötz
- Hilm zu Cham
- Hilpersried zu Stamsried
- Hiltenbach zu Stamsried
- Hiltersried zu Schönthal
- Himmelreich zu Bad Kötzting
- Himmelreich zu Lam
- Himmelreich zu Traitsching
- Hindelmühle zu Stamsried
- Hinterberg zu Traitsching
- Hinterbuchberg zu Neukirchen b.Hl.Blut
- Hinterhaunried zu Roding
- Hinterhelmhof zu Neukirchen b.Hl.Blut
- Hinterlichteneck zu Rimbach
- Hinteröd zu Lam
- Hinterschmelz zu Lam
- Hinterschwarzenbach zu Lohberg
- Hinterstocka zu Zandt
- Hinterwaldeck zu Lam
- Hirschenbühl zu Wald
- Hirschhöf zu Waldmünchen
- Hitzelsberg zu Stamsried
- Hocha zu Waldmünchen
- Hochabrunn zu Waldmünchen
- Hochbrunn zu Roding
- Hochfeld zu Blaibach
- Hochfeld zu Traitsching
- Hochgart zu Reichenbach
- Hochholz zu Zell
- Hochwies zu Chamerau
- Hof zu Cham
- Hofberg zu Neukirchen b.Hl.Blut
- Höfen zu Cham
- Höfenmühle zu Pemfling
- Hofern zu Bad Kötzting
- Hoffeld zu Tiefenbach
- Höfing zu Bad Kötzting
- Hofmannsgütl zu Bad Kötzting
- Hofmühl zu Roding
- Hofmühle zu Gleißenberg
- Hofstetten zu Falkenstein
- Hohenrad zu Zell
- Höhenried zu Miltach
- Hohenwarth
- Höhhof zu Falkenstein
- Höhhof zu Traitsching
- Höll zu Hohenwarth
- Höll zu Waldmünchen
- Höllhöhe zu Neukirchen b.Hl.Blut
- Höllmühle zu Pemfling
- Holzhof zu Arnschwang
- Holzhof zu Miltach
- Holzhof zu Stamsried
- Holzmühl zu Michelsneukirchen
- Holzmühle zu Lam
- Holzmühle zu Rettenbach
- Holzmühle zu Zandt
- Hönighof zu Wald
- Hörwalting zu Chamerau
- Hötzing zu Schorndorf
- Hub zu Walderbach
- Hudlach zu Hohenwarth
- Hühnerberg zu Traitsching
- Hundessen zu Falkenstein
- Hundzell zu Hohenwarth
- Hütten zu Lam
- Hütten zu Miltach
- Hüttensäge zu Tiefenbach
- Hutting zu Michelsneukirchen

↑ Zurück zum Inhaltsverzeichnis

### I
- Imhof zu Roding
- Impflgut zu Lohberg
- Irlach zu Tiefenbach
- Irlmühle zu Lam

↑ Zurück zum Inhaltsverzeichnis

### J
- Jagelhof zu Stamsried
- Jägershof zu Neukirchen b.Hl.Blut
- Jakobsmühle zu Eschlkam
- Jammer zu Michelsneukirchen
- Janahof zu Cham

↑ Zurück zum Inhaltsverzeichnis

### K
- Kager zu Neukirchen b.Hl.Blut
- Kager zu Pemfling
- Kager zu Roding
- Kager zu Zell
- Kagerhäusl zu Roding
- Kagerhof zu Miltach
- Kagerhof zu Roding
- Kagerhof zu Zandt
- Kagermühle zu Schorndorf
- Kagern zu Tiefenbach
- Kaghof zu Walderbach
- Kaghöfl zu Roding
- Kaitersbach zu Bad Kötzting
- Kalkofen zu Arnschwang
- Kalsing zu Roding
- Kaltenbach zu Reichenbach
- Kaltenberg zu Traitsching
- Kammerdorf zu Cham
- Kammern zu Bad Kötzting
- Kaplhof zu Roding
- Kastel Windsor zu Rettenbach
- Katzbach zu Cham
- Katzbach zu Waldmünchen
- Katzberg zu Cham
- Katzelsried zu Rötz
- Katzelsried zu Tiefenbach
- Katzenrohrbach zu Walderbach
- Keer zu Zell
- Keilbügerl zu Waldmünchen
- Kellerweg zu Arnschwang
- Kernmühle zu Schorndorf
- Kettersdorf zu Rimbach
- Kienhof zu Roding
- Kienholz zu Roding
- Kienleiten zu Reichenbach
- Kienmühle zu Roding
- Kieslau zu Bad Kötzting
- Kiesried zu Zell
- Kirchenrohrbach zu Walderbach
- Kleeberg zu Treffelstein
- Kleinaign zu Eschlkam
- Kleinenzenried zu Rötz
- Kleingeraszell zu Michelsneukirchen
- Kleinschönthal zu Schönthal
- Kleinsteinlohe zu Tiefenbach
- Kleß zu Arrach
- Klessing zu Roding
- Klessing zu Waffenbrunn
- Klinglhof zu Waffenbrunn
- Klinglmühle zu Waffenbrunn
- Klobighof zu Bad Kötzting
- Klöpflesberg zu Furth im Wald
- Knöbling zu Schorndorf
- Knotthof zu Traitsching
- Knötzing zu Schorndorf
- Kohhof zu Traitsching
- Kohlmühle zu Michelsneukirchen
- Kohlschlag zu Roding
- Kollenzendorf zu Stamsried
- Kollerbach zu Rimbach
- Kollmitz zu Chamerau
- Kolmberg zu Blaibach
- Kolmberg zu Waffenbrunn
- Kolmberg zu Wald
- Kolmstein zu Neukirchen b.Hl.Blut
- Köstl zu Zell
- Kotheben zu Waffenbrunn
- Kothhof zu Zell
- Kothmaißling zu Cham
- Kothmühl zu Michelsneukirchen
- Kothrettenbach zu Zandt
- Kragenried zu Zell
- Kramhof zu Waldmünchen
- Krausenöd zu Tiefenbach
- Kreßhof zu Schorndorf
- Kreuth zu Pemfling
- Kreuzbach zu Blaibach
- Kritzenast zu Waldmünchen
- Kritzenthal zu Treffelstein
- Kronwitt zu Roding
- Kronwitt zu Traitsching
- Krottenhof zu Neukirchen b.Hl.Blut
- Krottenthal zu Michelsneukirchen
- Krottenthal zu Zell
- Krügling zu Zell
- Kuchlshof zu Eschlkam
- Kuglhof zu Arnschwang
- Kuglhof zu Waffenbrunn
- Kühberg zu Cham
- Kühberg zu Furth im Wald
- Kühberg zu Zandt
- Kühnried zu Waldmünchen
- Kummersdorf zu Arrach
- Kümmersmühle zu Waldmünchen
- Kuppel zu Traitsching
- Kürnberg zu Stamsried

↑ Zurück zum Inhaltsverzeichnis

### L
- Lackberg zu Zell
- Laichstätt zu Cham
- Lam
- Lambach zu Lam
- Lamberg zu Cham
- Lamberg zu Neukirchen b.Hl.Blut
- Lampachshof zu Schönthal
- Lampachshof zu Waldmünchen
- Langau zu Rettenbach
- Langwald zu Pösing
- Langwitz zu Runding
- Leckern zu Bad Kötzting
- Lederdorn zu Chamerau
- Lederhof zu Arnschwang
- Lederhof zu Falkenstein
- Lehhof zu Traitsching
- Leinmühle zu Furth im Wald
- Leiten zu Stamsried
- Leming zu Eschlkam
- Lengau zu Waldmünchen
- Lenkenhütte zu Waldmünchen
- Lenkenthal zu Tiefenbach
- Lernbechermühle zu Blaibach
- Lichteneck zu Rimbach
- Liebenau zu Zandt
- Liebenstein zu Bad Kötzting
- Liebmannsberg zu Miltach
- Linden zu Miltach
- Linden zu Reichenbach
- Lindhof zu Arnschwang
- Lintlhammer zu Treffelstein
- Lissen zu Lohberg
- Litzelsdorf zu Falkenstein
- Litzling zu Schorndorf
- Lixendöfering zu Schönthal
- Lixenried zu Furth im Wald
- Lobmannswies zu Michelsneukirchen
- Loch zu Cham
- Lochfeld zu Michelsneukirchen
- Lodischhof zu Waldmünchen
- Löffelmühl zu Falkenstein
- Lohberg
- Lohberghütte zu Lohberg
- Lohhäusl zu Lohberg
- Lohweiher zu Willmering
- Loibling zu Cham
- Loibling zu Roding
- Loifling zu Traitsching
- Loitendorf zu Schönthal
- Losenhof zu Wald
- Losenried zu Walderbach
- Lösmühle zu Rettenbach
- Löwenbrunn zu Stamsried
- Löwendorf zu Pemfling
- Löwengrub zu Traitsching
- Luckstein zu Wald
- Ludwigsberg zu Bad Kötzting
- Lufling zu Runding
- Lunz zu Roding
- Lutzenmühle zu Hohenwarth

↑ Zurück zum Inhaltsverzeichnis

### M
- Machtesberg zu Waldmünchen
- Mackenschleif zu Roding
- Madersdorf zu Rimbach
- Maiberg zu Bad Kötzting
- Maiberg zu Runding
- Maiberg zu Waffenbrunn
- Maierhöfen zu Stamsried
- Maiering zu Weiding
- Maiertshof zu Wald
- Mainsbauern zu Wald
- Mais zu Neukirchen b.Hl.Blut
- Marbelshof zu Roding
- Marienstein zu Falkenstein
- Marketsried zu Rötz
- Martinsneukirchen zu Zell
- Matheshof zu Grafenwiesen
- Mattenzell zu Zell
- Matzelsdorf zu Bad Kötzting
- Mausthurm zu Treffelstein
- Mauth zu Michelsneukirchen
- Meigelsried zu Rötz
- Meinzing zu Chamerau
- Michelsdorf zu Cham
- Michelsneukirchen
- Mietnach zu Falkenstein
- Miltach
- Mistlhof zu Falkenstein
- Mitterdorf zu Roding
- Mitterfeldhof zu Zell
- Mitterkreith zu Roding
- Momansfelden zu Michelsneukirchen
- Monessen zu Roding
- Moos zu Chamerau
- Moosdorf zu Waldmünchen
- Mooshütte zu Lohberg
- Mühlau zu Roding
- Mühlberg zu Arnschwang
- Mühlberg zu Traitsching
- Mühlhof zu Traitsching
- Mühlthal zu Falkenstein
- Multererhof zu Eschlkam

↑ Zurück zum Inhaltsverzeichnis

### N
- Nahenfürst zu Wald
- Nanzing zu Schorndorf
- Nassen zu Roding
- Nassen zu Walderbach
- Nasting zu Zandt
- Neuaign zu Eschlkam
- Neubäu zu Roding
- Neubäuermühl zu Roding
- Neudeck zu Michelsneukirchen
- Neue Ziegelhütte zu Waldmünchen
- Neuhaus zu Schorndorf
- Neuhofen zu Falkenstein
- Neukirchen beim Heiligen Blut
- Neukolmberg zu Blaibach
- Neumühle zu Cham
- Neumühle zu Rettenbach
- Neumühlen zu Weiding
- Neurittsteig zu Neukirchen b.Hl.Blut
- Neuthierling zu Schorndorf
- Niederhof zu Michelsneukirchen
- Niederpremeischl zu Schönthal
- Niederrunding zu Runding
- Niesassen zu Bad Kötzting
- Nößwartling zu Arnschwang
- Noth zu Michelsneukirchen
- Nunsting zu Cham

↑ Zurück zum Inhaltsverzeichnis

### O
- Oberaign zu Falkenstein
- Oberaign zu Schorndorf
- Oberbühl zu Traitsching
- Oberdeschenried zu Pemfling
- Oberdorf zu Roding
- Oberdörfl zu Eschlkam
- Oberfaustern zu Eschlkam
- Oberforst zu Falkenstein
- Obergoßzell zu Traitsching
- Obergschaidt zu Miltach
- Oberhagendorf zu Traitsching
- Oberhaid zu Cham
- Oberhaiderberg zu Lohberg
- Oberhof zu Michelsneukirchen
- Oberkaltenhof zu Neukirchen b.Hl.Blut
- Oberkreith zu Roding
- Oberlintach zu Roding
- Obermühl zu Michelsneukirchen
- Obermühle zu Traitsching
- Oberndorf zu Miltach
- Obernried zu Waffenbrunn
- Oberpoign zu Zell
- Oberprombach zu Roding
- Oberraning zu Zell
- Oberrappendorf zu Furth im Wald
- Oberschmelz zu Lam
- Oberstocka zu Zandt
- Obertraubenbach zu Schorndorf
- Obertrübenbach zu Roding
- Obervierau zu Miltach
- Oberzettling zu Hohenwarth
- Ochsenweid zu Stamsried
- Ochsenweid zu Waldmünchen
- Öd zu Schönthal
- Ödenhof zu Roding
- Oed zu Traitsching
- Offersdorf zu Rimbach
- Ösbühl zu Furth im Wald
- Ottenzell zu Arrach
- Ottmannszell zu Arrach

↑ Zurück zum Inhaltsverzeichnis

### P
- Paadorf zu Rötz
- Pemfling
- Penting zu Schorndorf
- Penzenmühle zu Eschlkam
- Perlesried zu Rimbach
- Perlhütte zu Waldmünchen
- Perlthal zu Tiefenbach
- Perwolfing zu Runding
- Pfaffengschwand zu Michelsneukirchen
- Pfaffenöd zu Wald
- Pfahl zu Zandt
- Pfahlhäuser zu Schorndorf
- Pflaumermühle zu Eschlkam
- Piendling zu Roding
- Pillmersried zu Rötz
- Pinzing zu Weiding
- Pitzling zu Pemfling
- Plarnhof zu Blaibach
- Plattenhöh zu Stamsried
- Plößhöfe zu Tiefenbach
- Pointmühle zu Waffenbrunn
- Politzka zu Tiefenbach
- Pollenried zu Roding
- Ponholz zu Hohenwarth
- Ponholz zu Michelsneukirchen
- Ponholzmühle zu Cham
- Pösing
- Postfelden zu Rettenbach
- Posthof zu Waldmünchen
- Preglerhof zu Schönthal
- Premeischl zu Schönthal
- Premsthal zu Michelsneukirchen
- Prienzing zu Willmering
- Prosdorf zu Waldmünchen
- Pucher zu Waldmünchen
- Pulling zu Blaibach

↑ Zurück zum Inhaltsverzeichnis

### Q
- Quadfeldmühle zu Cham
- Quer zu Michelsneukirchen

↑ Zurück zum Inhaltsverzeichnis

### R
- Rabenhof zu Miltach
- Rabenmühle zu Rötz
- Rabhof zu Roding
- Rabmühle zu Stamsried
- Rackelsdorf zu Pemfling
- Radling zu Schorndorf
- Raindorf zu Runding
- Ramsried zu Bad Kötzting
- Randlhof zu Traitsching
- Ranerberg zu Zell
- Ränkam zu Furth im Wald
- Rannersdorf zu Pemfling
- Rannersdorf zu Stamsried
- Rannersdorf zu Waldmünchen
- Rathgeb zu Lam
- Raubersried zu Stamsried
- Rauchenberg zu Schorndorf
- Reckendorf zu Blaibach
- Regelsmais zu Michelsneukirchen
- Regenpeilstein zu Roding
- Regenstein zu Bad Kötzting
- Reichenbach
- Reichersdorf zu Michelsneukirchen
- Reisach zu Traitsching
- Reisach zu Weiding
- Reishof zu Schorndorf
- Reismühle zu Runding
- Reismühle zu Schorndorf
- Reitenberg zu Bad Kötzting
- Reitenstein zu Bad Kötzting
- Rettenbach
- Rettenhof zu Weiding
- Rhan zu Schönthal
- Rhanwalting zu Waffenbrunn
- Ribenzing zu Hohenwarth
- Riebeisenmühle zu Roding
- Ried zu Pemfling
- Ried am Haidstein zu Bad Kötzting
- Ried am Pfahl zu Cham
- Ried am Sand zu Cham
- Ried am See zu Bad Kötzting
- Ried bei Gleißenberg zu Gleißenberg
- Riederberg zu Lam
- Riedermühle zu Lam
- Riedern zu Miltach
- Riedersfurt zu Bad Kötzting
- Riedhof zu Miltach
- Riedhof zu Zandt
- Rieding zu Runding
- Riedwies zu Zandt
- Riegertshof zu Wald
- Riesel zu Zandt
- Riesen zu Walderbach
- Rimbach
- Ringberg zu Waldmünchen
- Rissing zu Cham
- Rittsteig zu Neukirchen b.Hl.Blut
- Ritzenried zu Eschlkam
- Roding
- Roding am Bahnhof zu Roding
- Rödlmühl zu Rötz
- Rohrbruck zu Rettenbach
- Röhrenhof zu Rettenbach
- Roidhof zu Zell
- Roithof zu Roding
- Ronberg zu Michelsneukirchen
- Rosenau zu Hohenwarth
- Roßbach zu Chamerau
- Roßbach zu Wald
- Roßberg zu Chamerau
- Roßhof (oberer) zu Waldmünchen
- Roßhof (unterer) zu Waldmünchen
- Roßweidmühle zu Miltach
- Rothenbirl zu Roding
- Rothsal zu Roding
- Rötz
- Ruderszell zu Rettenbach
- Rummermühle zu Miltach
- Rumplmühle zu Arnschwang
- Runding
- Rußmühle zu Furth im Wald

↑ Zurück zum Inhaltsverzeichnis

### S
- Saalhof zu Stamsried
- Sackenried zu Bad Kötzting
- Saffelberg zu Falkenstein
- Sägmühl zu Stamsried
- Sägmühle zu Treffelstein
- Saisting zu Waffenbrunn
- Sallach zu Zell
- Salmannsgrub zu Traitsching
- Sandberg zu Schorndorf
- Sandorf zu Wald
- Sattelbogen zu Traitsching
- Sattelpeilnstein zu Traitsching
- Satzdorf zu Runding
- Saxlmühl zu Rötz
- Schachendorf zu Cham
- Schachten zu Eschlkam
- Schafbach zu Traitsching
- Schafberg zu Furth im Wald
- Schäferei zu Waldmünchen
- Schafhof zu Rimbach
- Scharlau zu Cham
- Schatzendorf zu Rötz
- Scheiben zu Lohberg
- Schellhof zu Rötz
- Schellmühl zu Falkenstein
- Schergendorf zu Falkenstein
- Schicherhof zu Neukirchen b.Hl.Blut
- Schillertswiesen zu Zell
- Schiltlmühle zu Pemfling
- Schladerlmühle zu Treffelstein
- Schlammering zu Cham
- Schlernhof zu Falkenstein
- Schlondorf zu Cham
- Schmalzgrub zu Rettenbach
- Schmelz zu Lam
- Schmitzdorf zu Pemfling
- Schnabelmühle zu Waffenbrunn
- Schneiderberg zu Lohberg
- Schnepfenried zu Stamsried
- Schönau zu Tiefenbach
- Schönbuchen zu Grafenwiesen
- Schönfeld zu Wald
- Schönferchen zu Cham
- Schönferchen zu Traitsching
- Schönthal
- Schorndorf
- Schorndorfsgrub zu Schorndorf
- Schorndorfsried zu Schorndorf
- Schrenkenthal zu Lohberg
- Schrollmühle zu Rettenbach
- Schrötting zu Michelsneukirchen
- Schwaigersried zu Michelsneukirchen
- Schwaighof zu Michelsneukirchen
- Schwaighof zu Schorndorf
- Schwalbenhof zu Wald
- Schwarzau zu Lohberg
- Schwarzenbach zu Lohberg
- Schwarzenberg zu Eschlkam
- Schwarzenbühl zu Miltach
- Schweinsberg zu Falkenstein
- See zu Rettenbach
- Seehütte zu Lohberg
- Seidlmühl zu Falkenstein
- Seigen zu Roding
- Seigenbach zu Zell
- Seignhof zu Traitsching
- Selling zu Cham
- Sengenbühl zu Furth im Wald
- Seuchau zu Furth im Wald
- Seugenhof zu Eschlkam
- Siechen zu Cham
- Siedling zu Traitsching
- Siegenstein zu Wald
- Silbersbach zu Lohberg
- Simmereinöd zu Hohenwarth
- Simpering zu Hohenwarth
- Sinzendorf zu Waldmünchen
- Sitzenberg zu Traitsching
- Sitzhof zu Stamsried
- Sommerau zu Lohberg
- Sonnhof zu Falkenstein
- Sonnhof zu Michelsneukirchen
- Sonnhof zu Waffenbrunn
- Spandlberg zu Neukirchen b.Hl.Blut
- Sperlhammer zu Bad Kötzting
- Sperlmühle zu Zandt
- Spielberg zu Blaibach
- Spielberg zu Waldmünchen
- Stachesried zu Eschlkam
- Stadl zu Cham
- Stadlern zu Arrach
- Stadlhof zu Roding
- Stamsried
- Stanglhof zu Rötz
- Staning zu Chamerau
- Starzenbach zu Zell
- Staunerhöf zu Stamsried
- Steegen zu Rötz
- Steghof zu Wald
- Stegmühle zu Schorndorf
- Stegmühle zu Willmering
- Stein zu Tiefenbach
- Steinach zu Weiding
- Steinbach zu Wald
- Steinbühl zu Bad Kötzting
- Steinbühl zu Michelsneukirchen
- Steinhof zu Zell
- Steinlohe zu Tiefenbach
- Steinmühl zu Wald
- Steinmühle zu Rötz
- Steinmühle zu Runding
- Steinmühle zu Traitsching
- Steinmühle zu Zell
- Steinried zu Neukirchen b.Hl.Blut
- Steinshofen zu Zell
- Steinsölden zu Wald
- Stierberg zu Lam
- Stockhof zu Walderbach
- Stockmühle zu Bad Kötzting
- Stocksgrub zu Rettenbach
- Strahlfeld zu Roding
- Straßberg zu Michelsneukirchen
- Straßenhäusl zu Waldmünchen
- Straßhof zu Furth im Wald
- Straßhof zu Walderbach
- Stratsried zu Treffelstein
- Stratwies zu Stamsried
- Stützenfleck zu Roding
- Sulzbach zu Wald
- Süssenbach zu Wald

↑ Zurück zum Inhaltsverzeichnis

### T
- Tannerl zu Falkenstein
- Tappmühle zu Runding
- Tasching zu Cham
- Tauschendorf zu Michelsneukirchen
- Thal zu Traitsching
- Thal zu Zell
- Thallern zu Rettenbach
- Thannet zu Traitsching
- Thannhof zu Roding
- Thannhöfl zu Zell
- Thannhöhe zu Falkenstein
- Thannmühle zu Falkenstein
- Thanried zu Stamsried
- Thenhof zu Hohenwarth
- Thening zu Hohenwarth
- Thenried zu Rimbach
- Thierling zu Schorndorf
- Thierlstein zu Cham
- Thiermietnach zu Michelsneukirchen
- Thonberg zu Waffenbrunn
- Thurau zu Schönthal
- Thürnhofen zu Grafenwiesen
- Thürnstein zu Lohberg
- Tiefenbach
- Todhof zu Stamsried
- Tradl zu Furth im Wald
- Tradt zu Furth im Wald
- Tradthaus zu Arnschwang
- Tragenschwand zu Traitsching
- Traidersdorf zu Bad Kötzting
- Trailling zu Lam
- Traitsching
- Trasching zu Roding
- Traumarch zu Traitsching
- Trebersdorf zu Traitsching
- Treffelstein
- Trefling zu Traitsching
- Treitersberg zu Wald
- Trellhof zu Walderbach
- Tretting zu Arnschwang
- Triftersberg zu Roding
- Trobelsdorf zu Rötz
- Trosendorf zu Schönthal

↑ Zurück zum Inhaltsverzeichnis

### U
- Ulrichsgrün zu Waldmünchen
- Unteraigen zu Schorndorf
- Unteraign zu Falkenstein
- Unterbühl zu Traitsching
- Unterdeschenried zu Stamsried
- Unterdörfl zu Furth im Wald
- Untereggersberg zu Lohberg
- Unterfaustern zu Eschlkam
- Untergoßzell zu Traitsching
- Untergrafenried zu Waldmünchen
- Untergschaidt zu Blaibach
- Unterhaiderberg zu Lohberg
- Unterhaidmühle zu Zandt
- Unterhütte zu Waldmünchen
- Unterkaltenhof zu Neukirchen b.Hl.Blut
- Unterlintach zu Roding
- Unterpoign zu Zell
- Unterprombach zu Roding
- Unterraning zu Zell
- Unterrappendorf zu Furth im Wald
- Unterrauchenberg zu Traitsching
- Untersteinbach zu Wald
- Unterstocka zu Zandt
- Untertraubenbach zu Cham
- Untertrübenbach zu Roding
- Untervierau zu Miltach
- Unterzettling zu Hohenwarth
- Unterzettling zu Rimbach
- Urleiten zu Chamerau
- Utzmühle zu Runding

↑ Zurück zum Inhaltsverzeichnis

### V
- Vierau zu Runding
- Vilzing zu Cham
- Voggendorf zu Grafenwiesen
- Voglmühle zu Tiefenbach
- Voithenberg zu Furth im Wald
- Voithenberghütte zu Furth im Wald
- Voitsried zu Rötz
- Völling zu Falkenstein
- Vorderbuchberg zu Neukirchen b.Hl.Blut
- Vorderhelmhof zu Neukirchen b.Hl.Blut
- Vordermais zu Neukirchen b.Hl.Blut
- Vorderöd zu Lam
- Vorderschmelz zu Lam
- Vorderwaldeck zu Lam

↑ Zurück zum Inhaltsverzeichnis

### W
- Wacherling zu Roding
- Wackerling zu Cham
- Waffenbrunn
- Waffenhof zu Zell
- Waffenschleife zu Waldmünchen
- Waid zu Bad Kötzting
- Wald
- Walderbach
- Waldhäusl zu Chamerau
- Waldmünchen
- Wallmering zu Chamerau
- Walting zu Weiding
- Wanning zu Roding
- Waradein zu Furth im Wald
- Warmleiten zu Arnschwang
- Warzenried zu Eschlkam
- Watzlhof zu Grafenwiesen
- Watzlsteg zu Hohenwarth
- Watzlsteg zu Rimbach
- Weiding
- Weigelsberg zu Traitsching
- Weiher zu Waffenbrunn
- Weiherhaus zu Roding
- Weiherhaus zu Traitsching
- Weiherhäusl zu Zandt
- Weihermühl zu Stamsried
- Weihermühle zu Arnschwang
- Weihermühle zu Zandt
- Weismühl zu Falkenstein
- Weißenholz zu Bad Kötzting
- Weißenregen zu Bad Kötzting
- Weitenfürst zu Wald
- Wenzenried zu Rötz
- Wetterfeld zu Roding
- Wettzell zu Bad Kötzting
- Wetzlarn zu Walderbach
- Wieden zu Roding
- Wieden zu Traitsching
- Wiedenhof zu Falkenstein
- Wiedenhof zu Traitsching
- Wieshof zu Traitsching
- Wieshof zu Zell
- Wiesing zu Roding
- Wiesmühl zu Michelsneukirchen
- Wiesmühle zu Wald
- Wiesthal zu Roding
- Willetstetten zu Zell
- Willmannsried zu Falkenstein
- Willmering
- Wilting zu Traitsching
- Wimbach zu Blaibach
- Windfäng zu Roding
- Windhof zu Reichenbach
- Windischbergerdorf zu Cham
- Winkling zu Falkenstein
- Wirnetshof zu Schönthal
- Wirthswies zu Zell
- Witzelsmühle zu Treffelstein
- Witzenzell zu Falkenstein
- Wohlwiesen zu Runding
- Wöhrhof zu Pemfling
- Wöhrhof zu Traitsching
- Wöhrmühle zu Rimbach
- Wolfersdorf zu Zandt
- Wölkersdorf zu Bad Kötzting
- Wolletsthal zu Michelsneukirchen
- Wölsting zu Chamerau
- Woppmannsberg zu Zell
- Woppmannsdorf zu Michelsneukirchen
- Woppmannsdorf zu Wald
- Woppmannszell zu Falkenstein
- Wulfing zu Cham
- Wullnhof zu Schönthal
- Wulting zu Schorndorf
- Wünschenbach zu Wald
- Wutzldorf zu Wald
- Wutzmühle zu Furth im Wald
- Wutzschleife zu Rötz

↑ Zurück zum Inhaltsverzeichnis

### Z
- Zackermühle zu Lohberg
- Zandt
- Zell
- Zeltendorf zu Bad Kötzting
- Zelz zu Weiding
- Zenching zu Arnschwang
- Zenzing zu Roding
- Zettisch zu Rimbach
- Ziegelhütte zu Furth im Wald
- Ziegertshof zu Schorndorf
- Zieglhütte zu Waldmünchen
- Ziehring zu Roding
- Zifling zu Willmering
- Zillendorf zu Waldmünchen
- Zimmerhof zu Wald
- Zimmering zu Roding
- Zinzenthal zu Roding
- Zittenhof zu Grafenwiesen
- Zweifelhof zu Treffelstein
- Zwiglhof zu Wald
- Zwiglmühl zu Wald
- Zwinger zu Michelsneukirchen

↑ Zurück zum Inhaltsverzeichnis